# Aeroportul Municipal Artesia
Aeroportul Municipal Artesia (IATA: ATS, ICAO: KATS, FAA LID: ATS) este un aeroport din New Mexico, Statele Unite ale Americii ce deservește zona Artesia⁠(d). Aeroportul a fost tranzitat în 2019 de 10 pasageri. A fost numit după zona deservită.
Situat la o altitudine de 1.079 m, aeroportul dispune de 2 piste.

## Infrastructură

### Piste
Aeroportul dispune de 2 piste. Pista 03/21 are suprafața de asfalt și dimensiunile 6.800 picioare × 150 picioare. Pista 12/30 are suprafața de asfalt și dimensiunile 6.853 picioare × 150 picioare. 